# Österhaninge kyrka
Österhaninge kyrka eller Sankta Gertruds kyrka tillhör Österhaninge församling och Södertörns kontrakt i Stockholms stift. Kyrkan är belägen i Haninge kommun och Stockholms län i Södermanland.

## Kyrkobyggnaden
Österhaninge kyrka är huvudsakligen uppförd under medeltiden, med smärre tillägg under senare tid. Planen består av ett rektangulärt långhus med fullbrett, rakslutet korparti, västtorn, sakristia i norr, vapenhus i söder samt ett polygonalt gravkor i öster. Ingång i väster och i söder genom vapenhuset. Långhusets murar är kyrkans äldsta bevarade del, liksom vissa partier av korets och sakristians östmur som återstår av det ursprungliga smalare koret och sakristian (grävningsundersökning gjordes vid restaureringen 1972). Den färdigställdes senast under början av 1300-talet (långhusets takstolar har daterats till åren kring 1320).
Under 1400-talets andra hälft vidgades koret till långhusets bredd, nuvarande sakristia samt vapenhuset tillkom och långhuset fick sina tre stjärnvalv. Vid samma tid revs också den mur som avdelat kyrkans västparti; ett utrymme som sannolikt använts för Tyska Ordens behov. Tornet, vars murar står innanför långhusets, byggdes i etapper fram till senare delen av 1500-talet. År 1663 tillbyggdes ett gravkor för amiralen Claes Bielkenstierna av Vendelsö och Årsta, varvid korets östra gavelröste ersattes av ett valmat takfall.
Slutligen 1880 tillfogades ett bårhus på sakristians nordsida, nu inrett som småkyrka. De olika byggnadskropparna skiljer sig distinkt från varandra i exteriören. Långhuset och tornet har oputsade gråstensfasader; långhuset fick sina stora rundbågiga fönsteröppningar under 1800-talet. Tornets smala spira från 1587 är klädd med träspån, liksom långhusets sadeltak som är valmat i öster. Sakristian, med tillbyggnad, och vapenhuset har vitputsade fasader och sadeltak; intressant är vapenhusets gavelröste med öppning för talarstol samt del av ett gotiskt fönster. Det Bielkenstiernska gravkoret, i renässansstil, bryter av med sina röda tegelfasader, hörnkedjor och karnissvängda huv med lanternin.
Till formen är kyrkan en enskeppig salkyrka, med fullbrett korparti, rak altarvägg. Altare och gravkor i öster, sakristia i norr och torn i väster. Vid en inre restaurering 1889 försågs kyrkorummet med sparsam målad dekor på murar och valvribbor. Inredningen målades i en mörk ton och muren bakom altaret täcktes med panel i nyrenässans. Vid kyrkans restaurering under ledning av arkitekt Jörgen Fåk 1972–1973 avlägsnades mycket av 1800-talets tillägg. Valvens ribbor och pilastrar försågs med ny målad dekor som var en fri kopia av den från 1889. Altarpartiet och bänkinredningen fick sin nuvarande utformning. Utvändigt frilades gråstensmurverk från den spritputs som täckt murarna sedan 1640-talet.

## Bielkenstiernska gravkoret

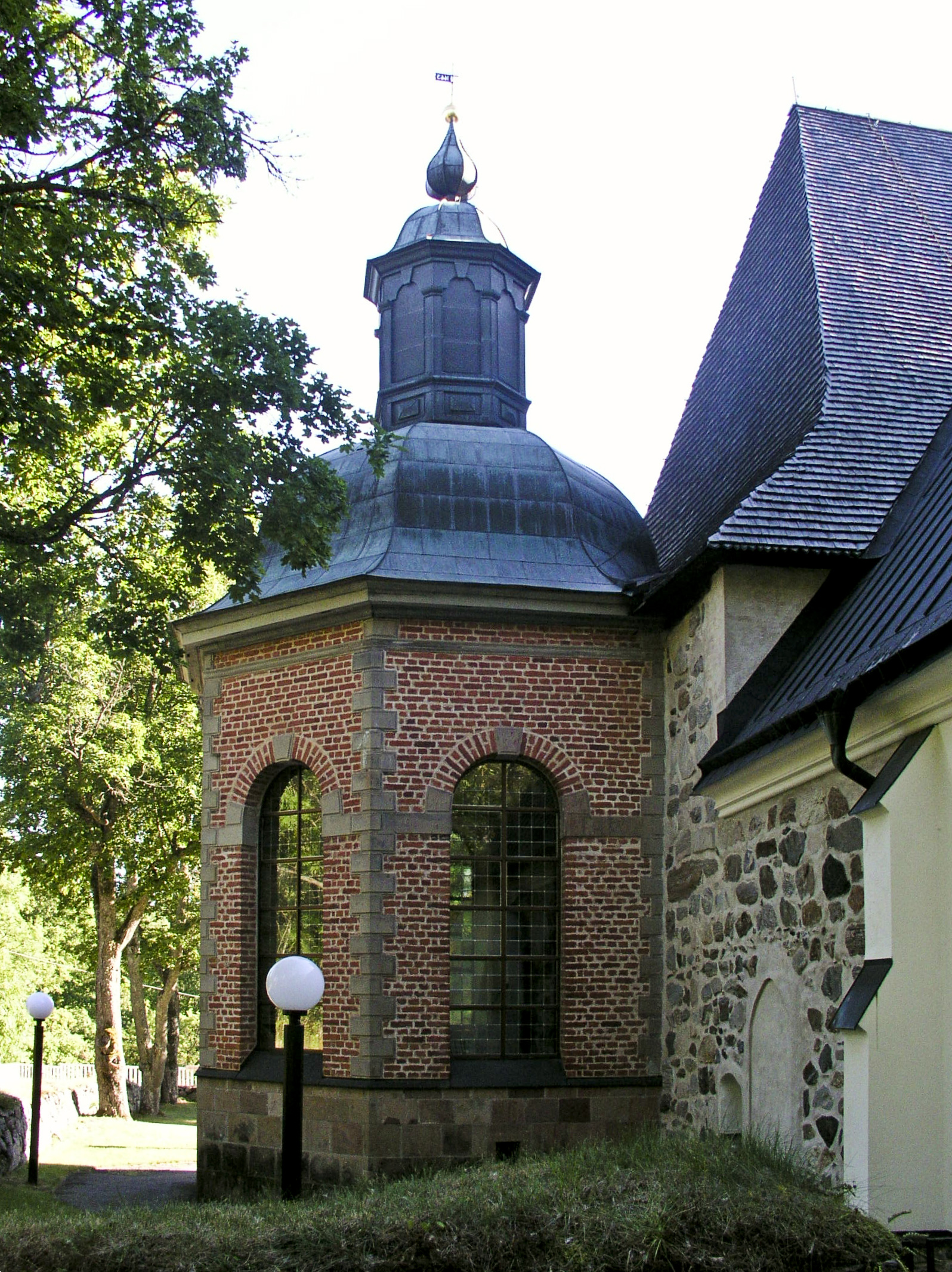
Bielkenstiernska gravkoret vid Österhaninge kyrka.

Det Bielkenstiernska gravkoret vid östra gaveln byggdes år 1663 för amiralen Claes Hansson Bielkenstierna, ägare av Årsta slott. Byggherre var hans hustru Barbro Åkesdotter (Natt och Dag). Arkitekten är okänd. Gravvalvet ligger till stora delar ovan mark varför gravkorets golv reser sig några meter högre än kyrkorummets. 
Sedan sonen Axel Bielkenstierna (född 1648) omkommit i sjöslaget vid Öland den 1 juni 1676, beställde Barbro Åkesdotter (Natt och Dag) från den flamländske skulptören Nicolaes Millich det stora minnesmärket av italiensk marmor, motivet är en symbolisk allegori över den utdöende ätten Bielkenstierna. Skulpturgruppen placerades i gravkorets fond bakom altaret. Monumentet kom på plats först 1683 efter att även Barbro Åkesdotter (Natt och Dag) avlidit. 
En gravhäll i koret över Hans Claesson (Bielkenstierna) och Elisabeth Gyllenstierna låg tidigare över en tumba i kyrkans kor men flyttades till gravkoret när detta stod färdigt. Smidesgallret i öppningen till gravkoret tillkom vid kyrkans restaurering 1972–1973 under ledning av arkitekt Jörgen Fåk.

### Altartavlan
Altartavlan tillfördes kyrkan 1973 efter en omfattande renovering av kyrkan under åren 1972 och 1973 efter arkitekt Jörgen Fåks ritningar. Det var textilkonstnären Anna Lisa Odelqvist-Kruse, verkställande direktör och konstnärlig ledare för textilateljén Libraria, som fick uppdraget att komponera denna altartavla.
Altartavlan har som centralt motiv Kristi uppståndelse. På ett grundstoff av naturfärgat linnetyg framträder bilden av ett kors med visionen av den uppståndne Mästaren. Han är framställd som en triumferande segerherre med krona på huvudet och klädd i gyllene skrud, utförd i applikation av gyllene skinn och broderi i guldtråd i varierande grovlekar och nyanser. Ett stort antal människor, åskådliggjorda av konturtecknade huvuden tätt tillsammans, bevittnar undret. En mandorla i röda färgvalörer omger bildframställningen.
Scener ur Gamla och Nya testamentet omger det centrala motivet och täcker den helbroderade altartavlan. På guldtyg i kvadratiska rutor i övre vänstra hörnet återfinns i guld- och silverbroderi bilderna av törnekronan, starkt stiliserad, heliga tre konungar och den himmelska staden och däremellan en bild, utförd i guld- och linbroderi, av den gammaltestamentliga berättelsen om profeten Jona i valfiskens buk. Teckningen visar, att han kastas upp ur den stora fiskens gap. Jonas gestalt är omgiven av en gloria i guld. Episoden om profeten Jona i Gamla testamentet förebådar händelserna i Nya testamentet. Liksom Jona var i den stora fiskens buk i tre dagar och tre nätter, skall också "Människosonen tre dagar och tre nätter vara i jordens sköte". Jonamotivet anknyter till altartavlans idéinnehåll om Jesu uppståndelse och tron på ett evigt liv. På motsatt sida, likaledes i rutor, visas vindruvsklasar i broderi och tecknet för gudomen, ett strålornament i guld inskriven i en cirkel.
I rektangulära fält i altartavlans övre del berättar bilderna om Jesu liv med lärjungarna, bland annat på Genesarets sjö. Kristi monogram och tecknade fiskar, sinnebilder för Kristus, återfinns här liksom tecknet för treenigheten, den liksidiga triangeln, utförd i applicerat silverskinn. Hela textilen är som en fixeringsbild, där man kan hitta tecken, som anspelar på berättelser ur Gamla och Nya testamentet. Det helbroderade konstverket glöder av guld, silver och lin, i röda och blå färgvalörer, svart, grått och vitt. Altartavlan, som har höjden 85 cm och bredden 330 cm, är i Österhaninge kyrka uppspänd på en kraftig träram över altaret och mot bakgrund av ett effektfullt konstsmide i järn.
Broderierna är utförda av Inga-Lisa Nordsten och Barbro Hillerstig.

## Inventarier
Varje byggnadsperiod har lämnat sitt bidrag till kyrkorummets utformning. Bänkinredning, altaranordning samt västpartiets inredning härrör från 1972–1973, då även sakristian återfick sina medeltida fönsteröppningar. En dubbeltrappa leder upp till det Bielkenstiernska gravkoret som avskiljs genom ett smäckert, geometriskt utformat järngaller. I fonden utgör det Bielkenstiernska gravmonumentet ett dominerande inslag. Den pampiga skulpturgruppen, utförd av den holländske mästaren Nicolaes Millich och insatt 1683, är ett högklassigt barockarbete. Predikstolen, dekorerad med kolonnetter, är från 1623. Dopfunten av kalksten från Gotland är från 1200-talet.

## Musikinstrument
- Den tvåmanualiga cembalon av märket von Nagel, Paris inköptes 1992.
- Kyrkans flygel är av märket Steinway & Sons och stammar från 1924.

### Läktarorgel
- 1863 byggde Per Åkerman, Stockholm en orgel med 8 stämmor.
- 1919 byggde Åkerman & Lund, Sundbybergs köping en orgel med 12 stämmor. Orgeln byggdes om 1930 av E A Setterquist & Son, Örebro och 1948 av Einar Berg, Bromma, den hade då 15 stämmor.
- Den nuvarande orgeln byggdes 1973 av Åkerman & Lund Orgelbyggeri AB, Knivsta och är en helmekanisk orgel. Orgeln har även cymbelstjärna och ett tonomfång på 56/30. Disposition och intonation är gjord med förebild av den franska romantiska orgelklang, som hade sin höjdpunkt i mitten av 1800-talet. Klangen överensstämmer därvid med fasaden, som härstammar från 1863 års orgel.[1]

| Huvudverk I       | Svällverk II        | SOLO III     | Koppel  |
| Principal 8'      | Rörflöjt 8'         | Borduna 8´   | I/P     |
| Viola da Gamba 8' | Coppula 4'          | II/P         |         |
| Octava 4'         | Voix celeste 8'     | Doublette 2' | II/I    |
| Spetsflöjt 4'     | Principal 4'        | Cornet V     | II 4'/P |
| Hålflöjt 2'       | Flûte octaviante 4' | Tremulant    |         |
| Rauschqvint II    | Octavin 2'          |              |         |
| Mixtur V          | Larigot 1 1/3'      |              |         |
| Trumpet 8'        | Sesquialtera II     |              |         |
|                   | Plein jeu III       |              |         |
|                   | Hautbois 8'         |              |         |
|                   | Tremulant           |              |         |
|                   | Crescendosvällare   |              |         |

### Kororgel
Kororgeln byggdes 1973/1972 av Åkerman & Lund Orgelbyggeri AB, Knivsta och är en helmekanisk orgel.
| Manual' |
| 8'      |
| 4'      |
| 2'      |

### Diskografi
- Håkan Martinsson spelar på orgeln i Österhaninge kyrka. CD. Nosag CD 023. 1997.

## Övrigt
Kyrkans triumfkrucifix från 1200-talet finns i Statens historiska museum. Av medeltida träskulpturer är en madonnabild från omkring 1300 bevarad samt en apostlabild från 1400-talets andra fjärdedel. Den vid kyrkan liggande kyrkogården är inhägnad av en kallmur.
Kyrkans torn är något skruvat (skevt) och enligt legenden blev den ansvarige byggmästaren så förtvivlad att han hängde sig i tornet.

## Galleri

Österhaninge kyrka genom årstiderna
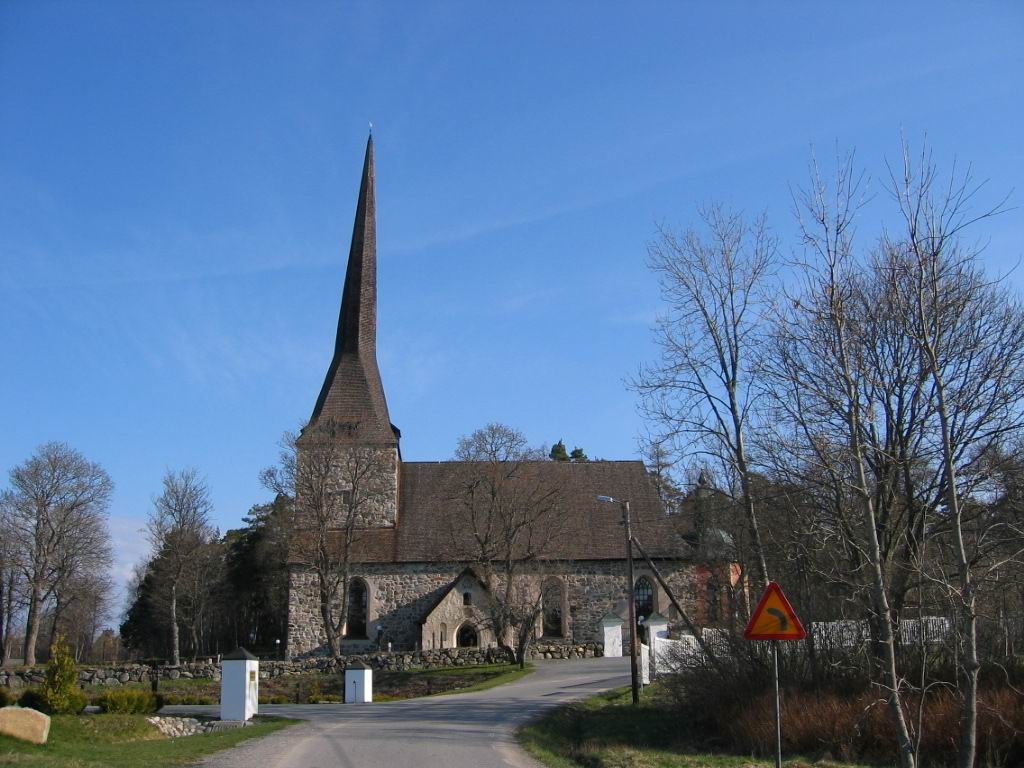
På våren
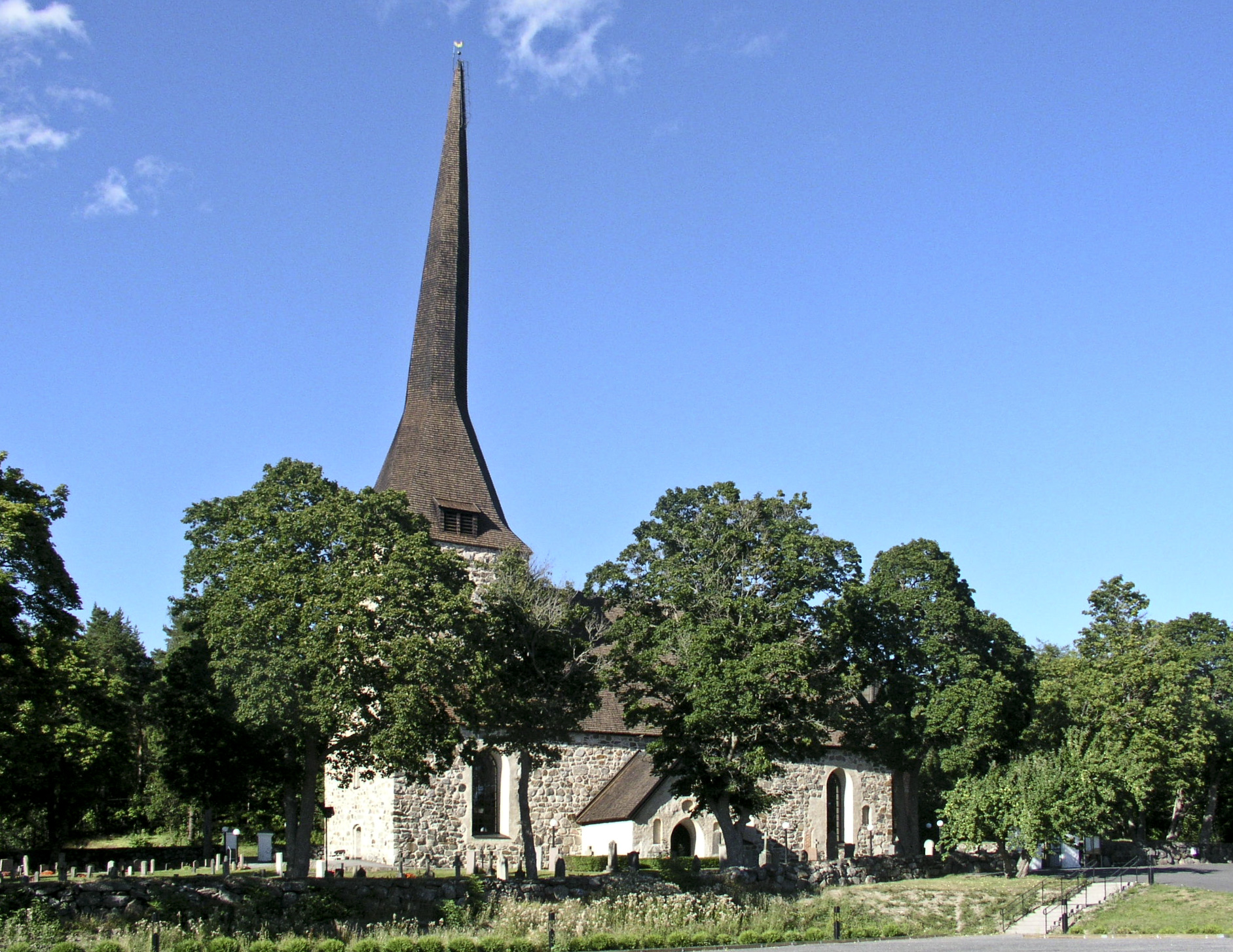
På sommaren
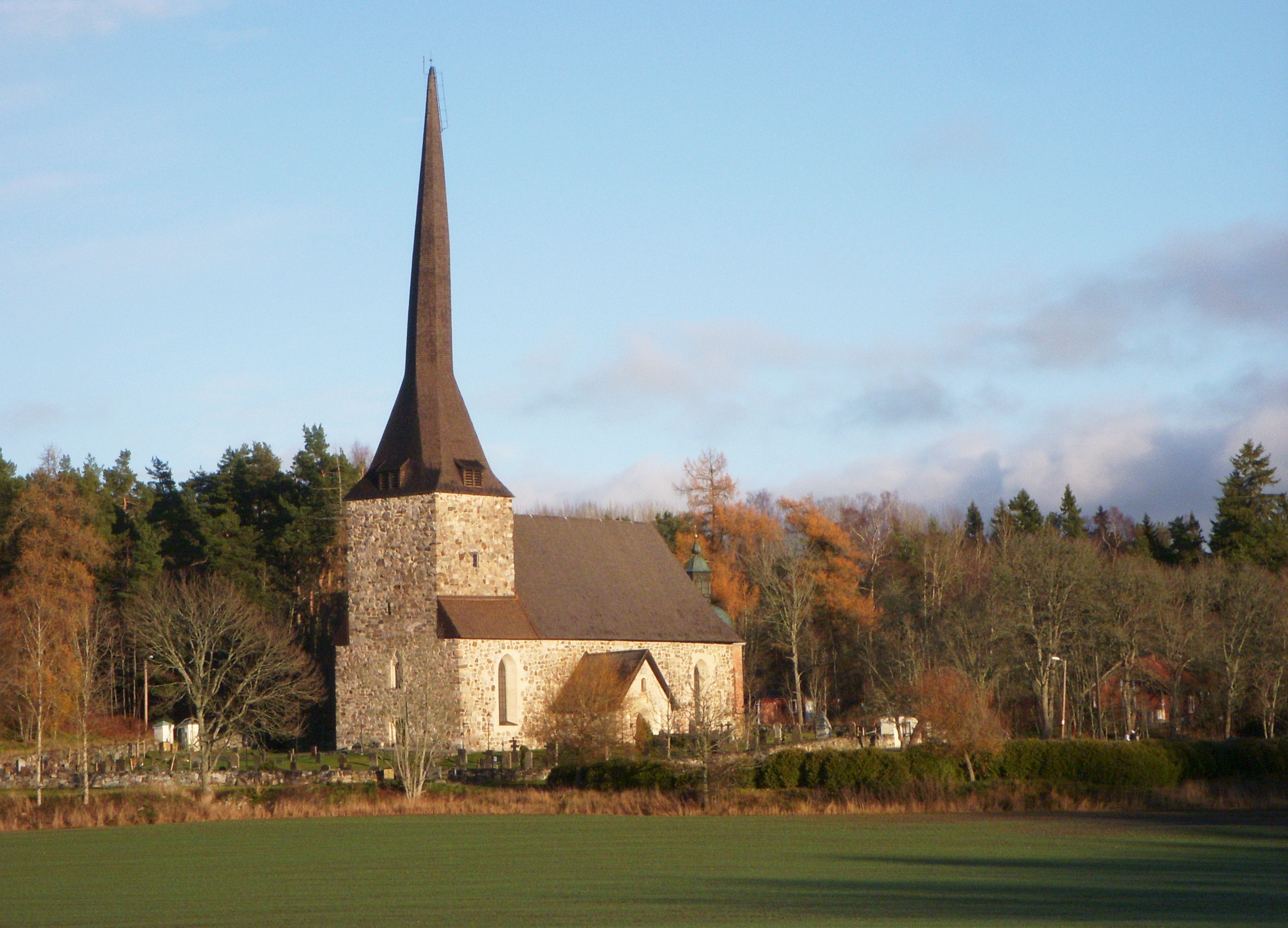
På hösten
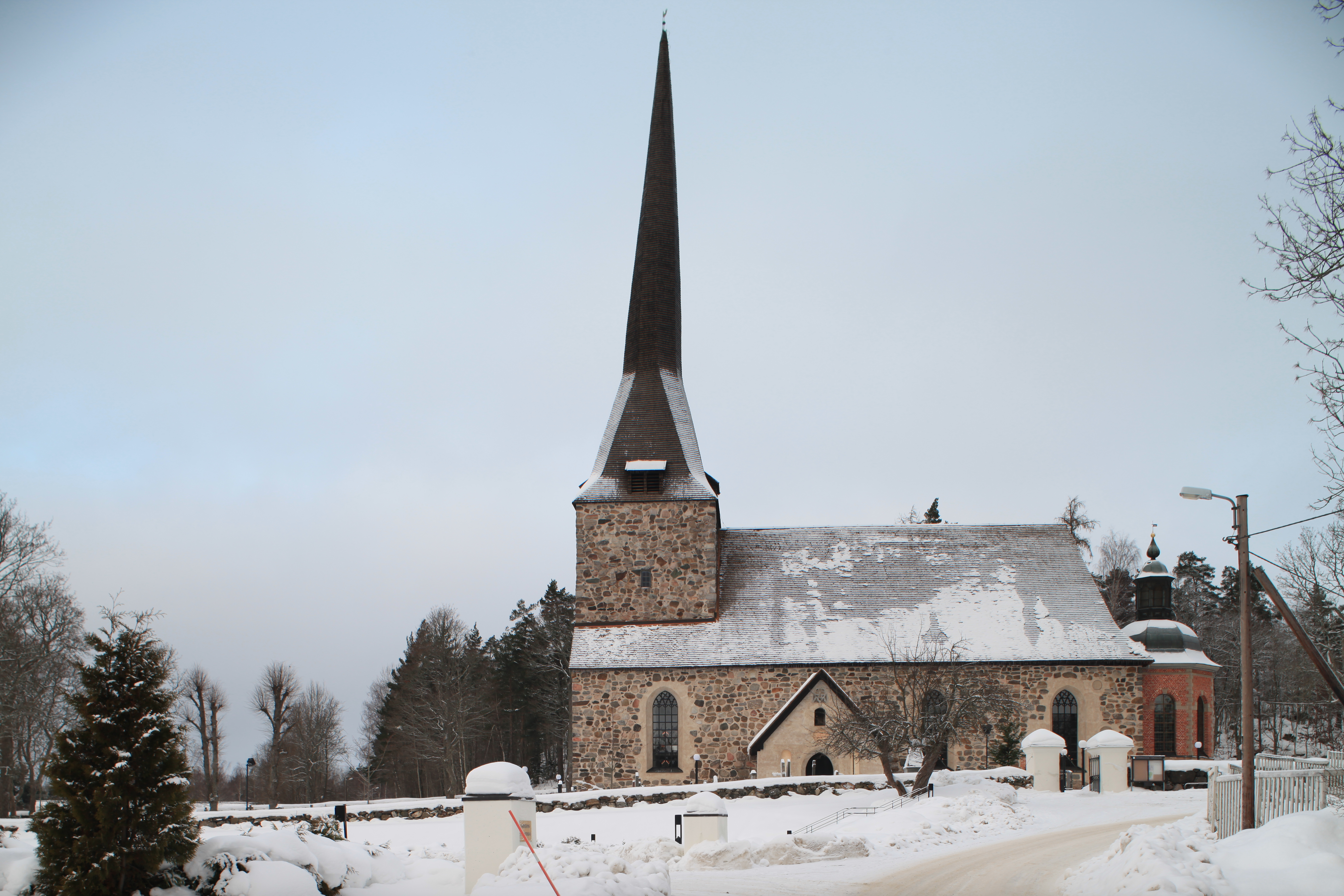
På vintern

Österhaninge kyrka detaljer
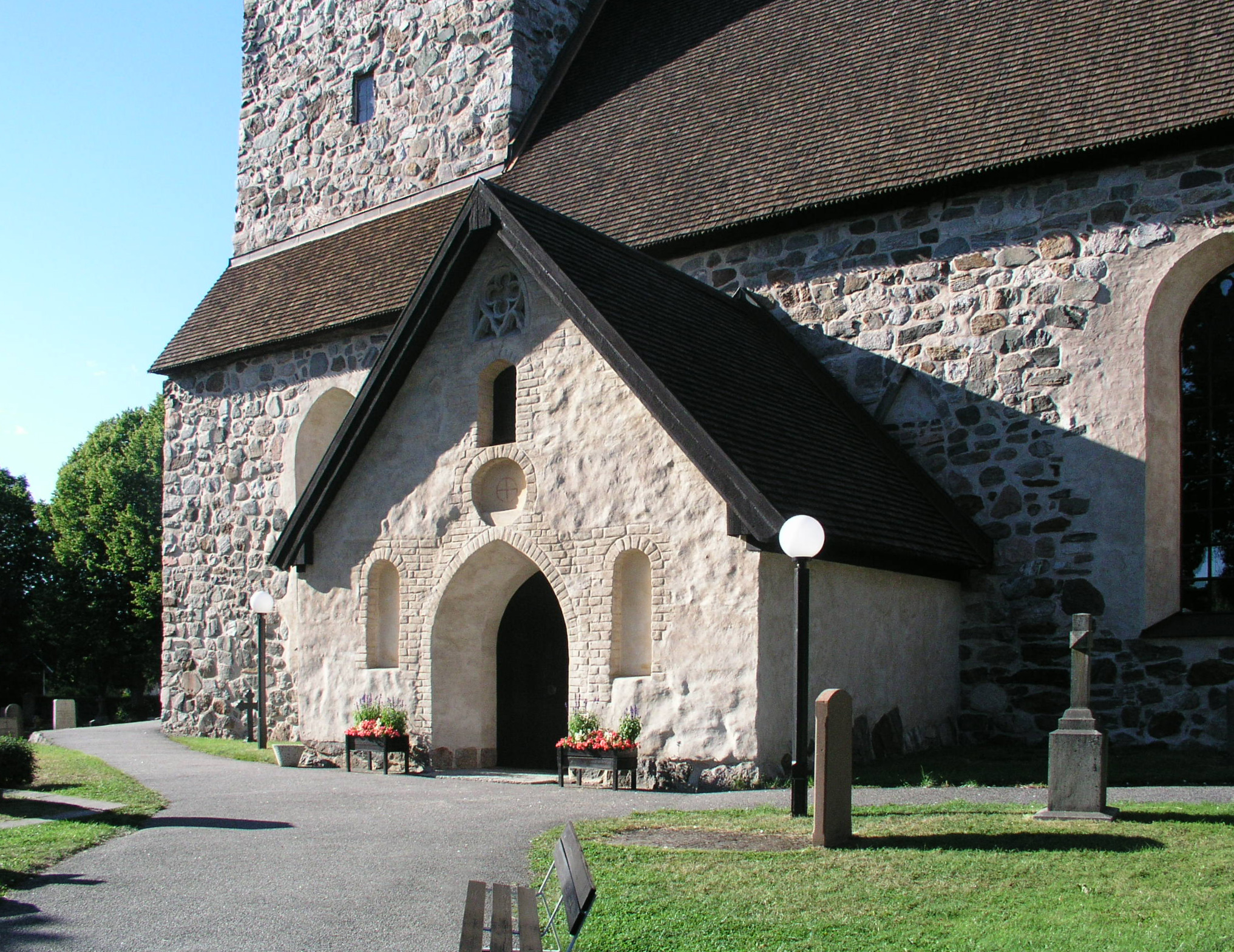
Vapenhuset
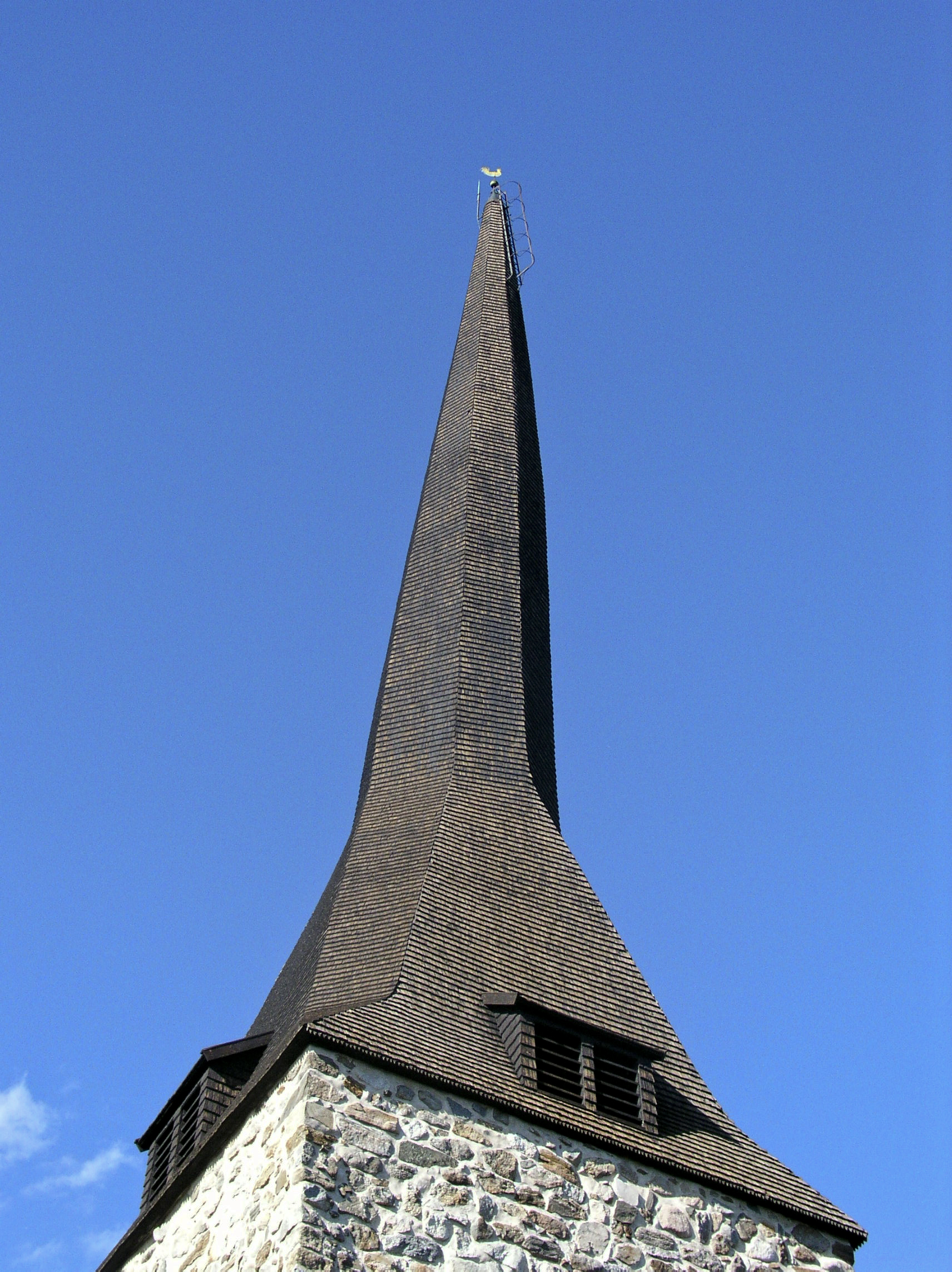
Den något lutande spiran
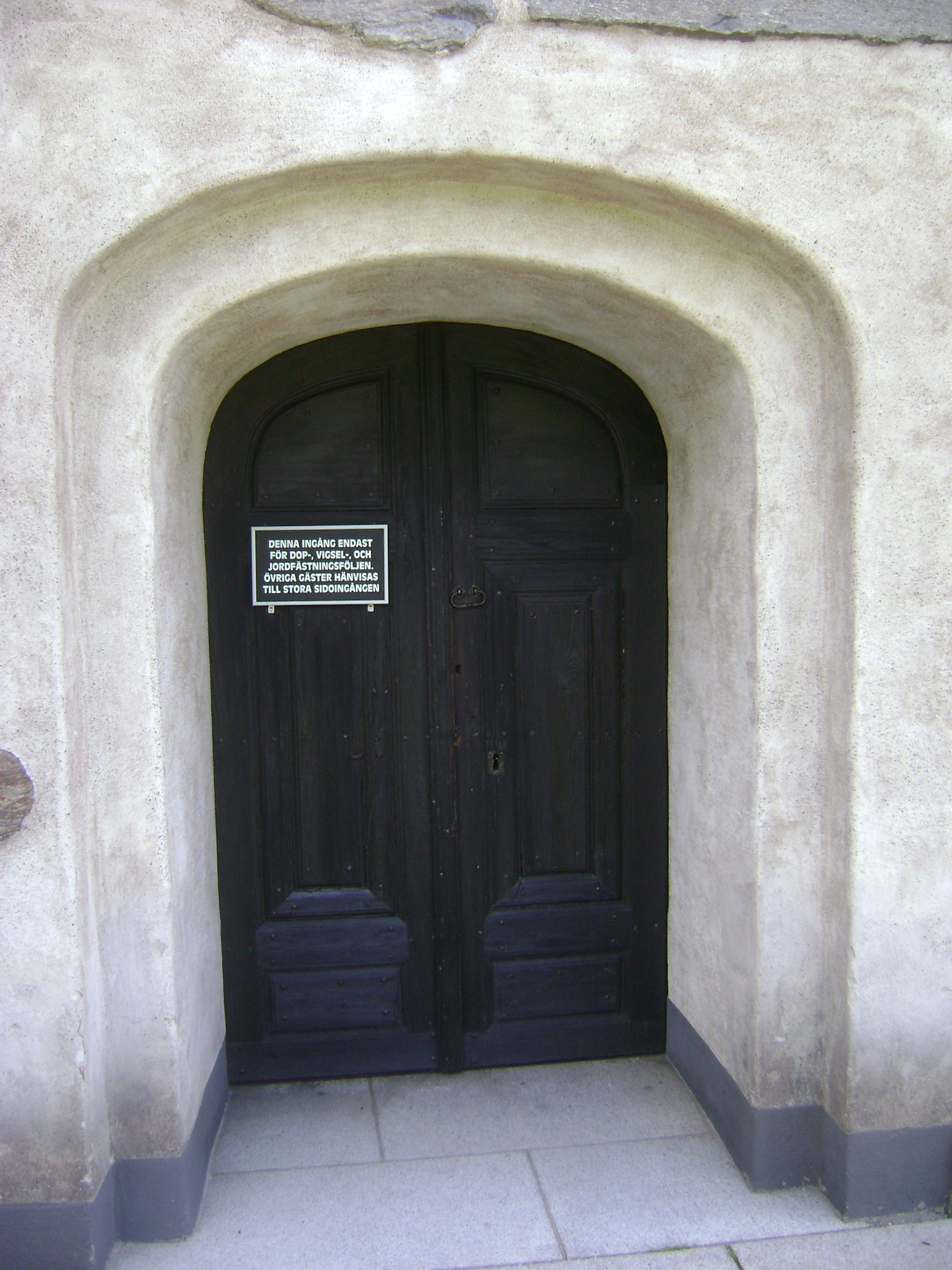
Kyrkans sidoport
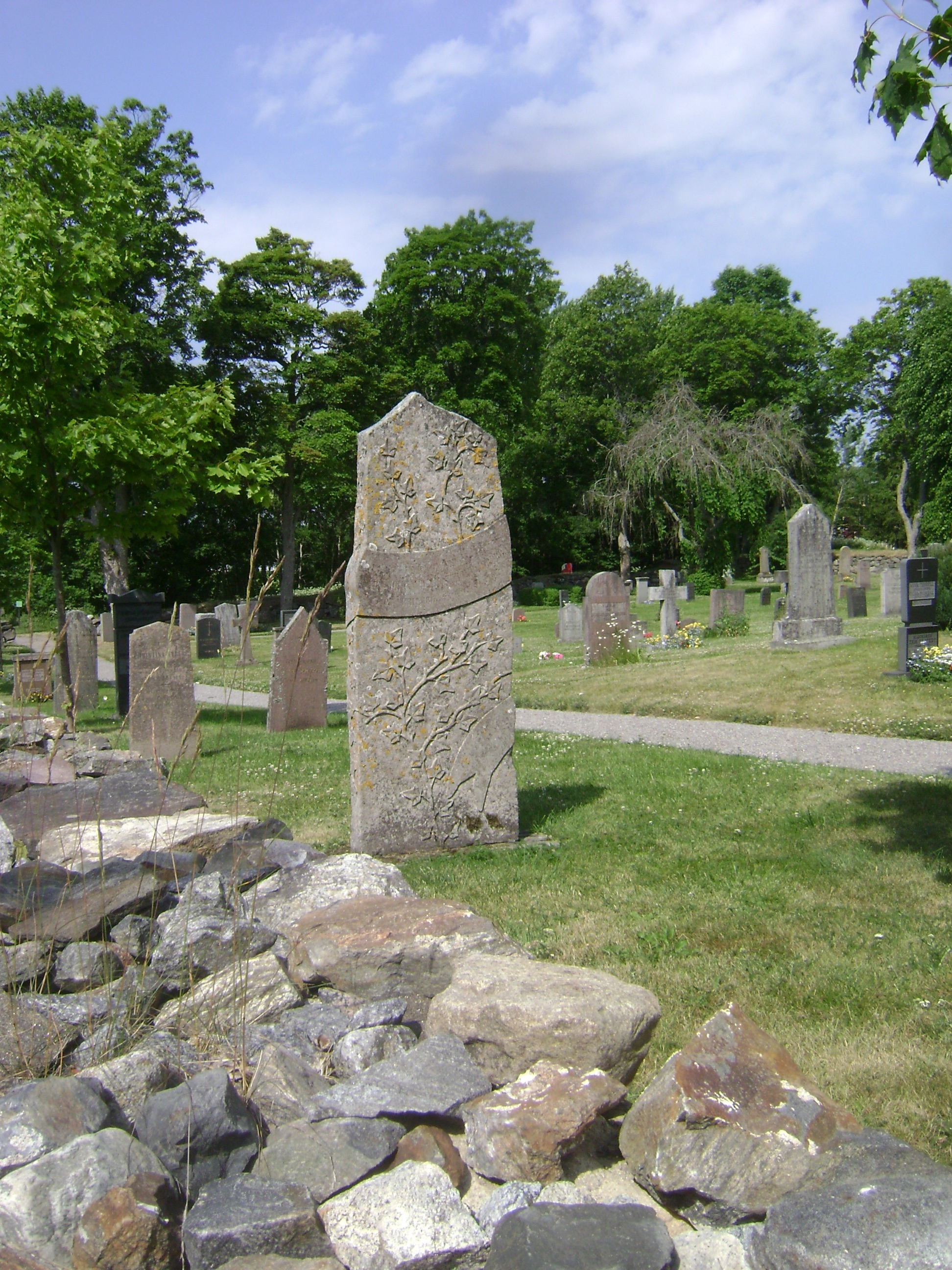
Kyrkogården
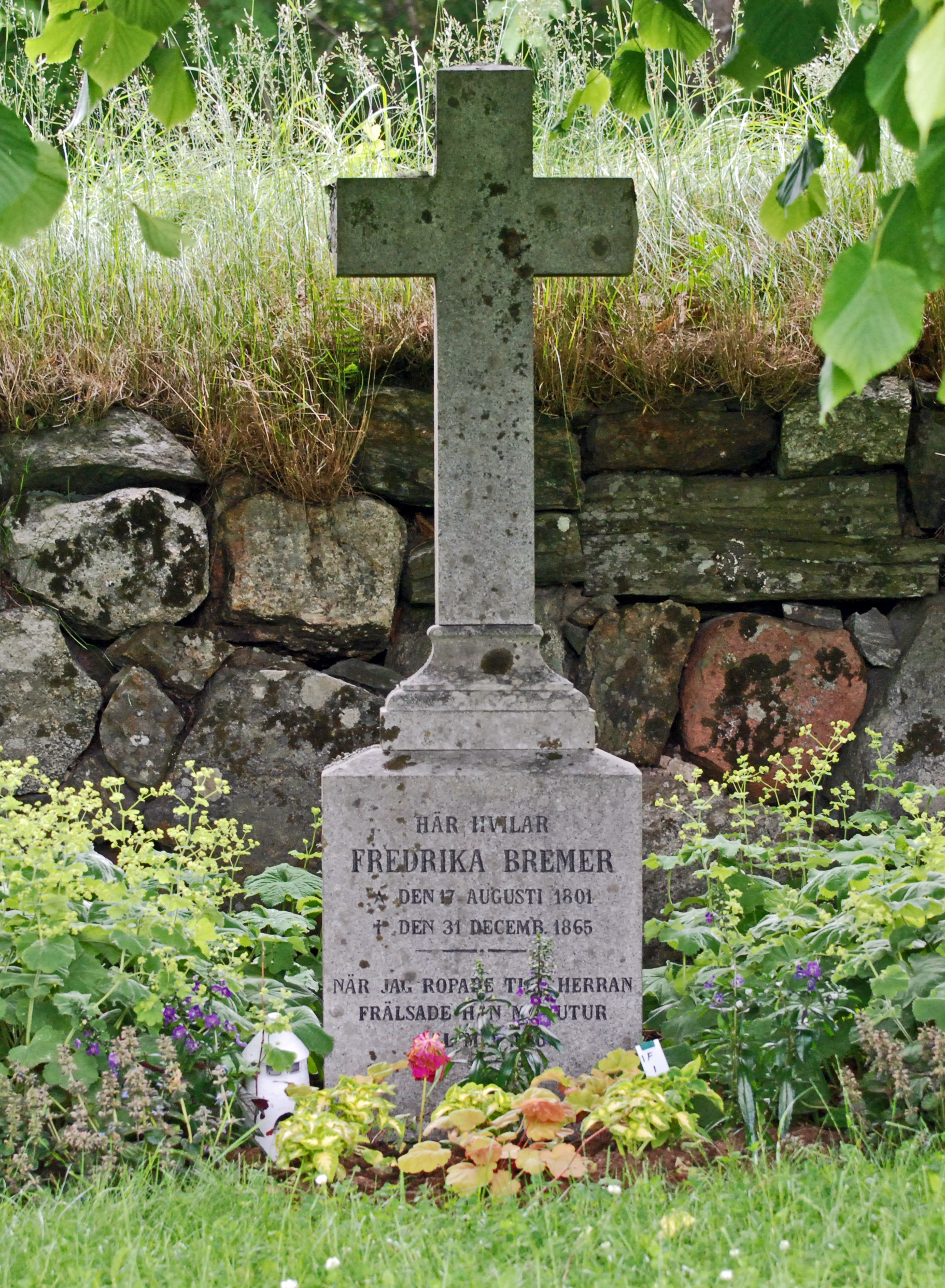
Fredrika Bremers grav
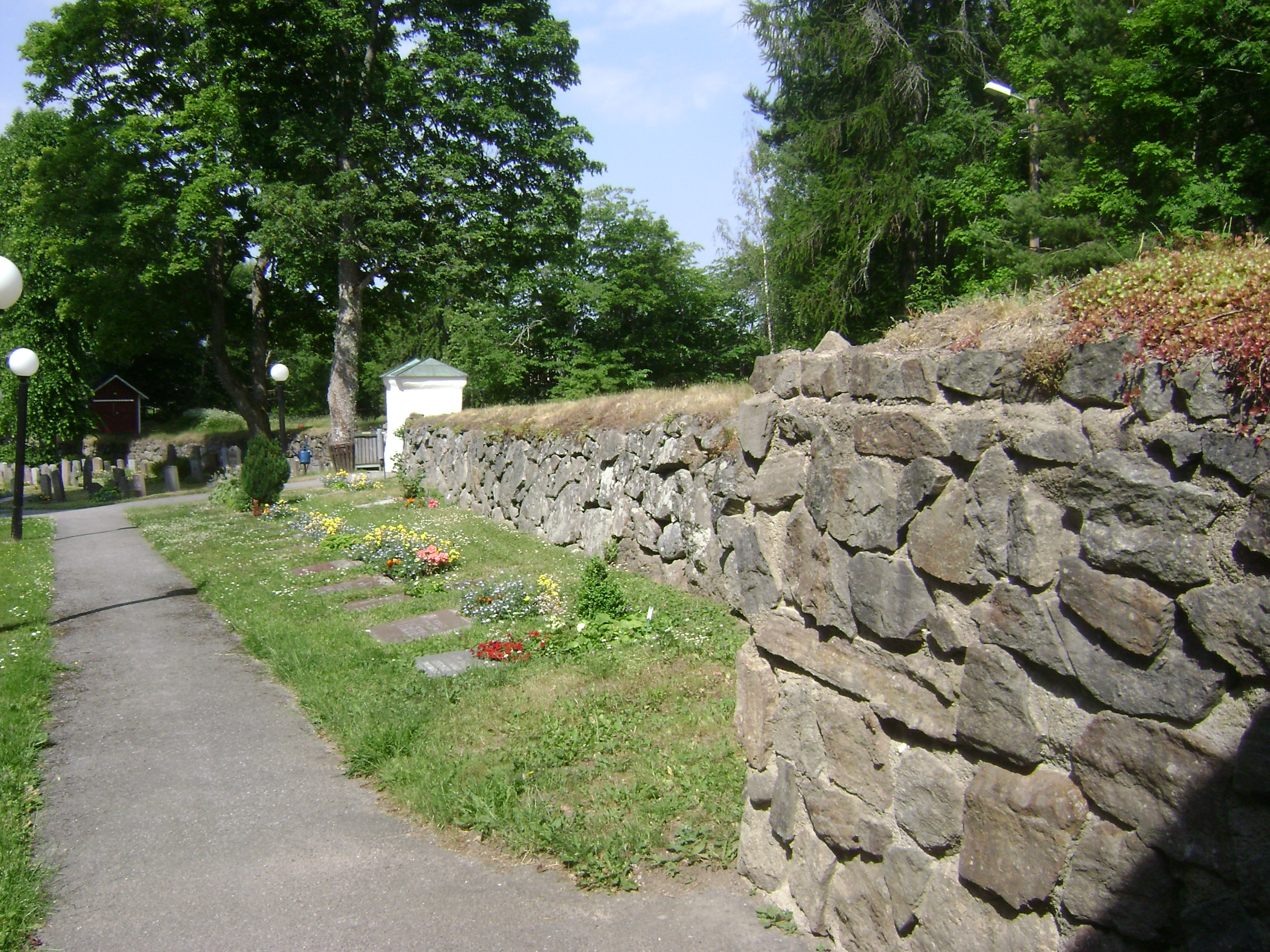
Kyrkogårdsmuren